# Психопатология
Психопатологията е дисциплина, имаща за предмет изучаването на разстройствата на поведението, съзнанието и общуването. Разположена на границата между психологията и психиатрията, психопатологията има за цел преди всичко разбирането на патологичния факт посредством опит за проникване в болестния свят на пациента чрез разбиране смисъла на симптома, така както го преживява болният; следващата цел представлява обяснението на болестта като се установят причинните връзки между наблюдаваните явления; най-накрая, извличане на общите закономерности, отнасящи се до психичните процеси. Психопатологията допълва клиничния подход с експериментални методи (например, изучаване на неврози, предизвиквани у животни), тестове и статистика.